# Devin Nunes

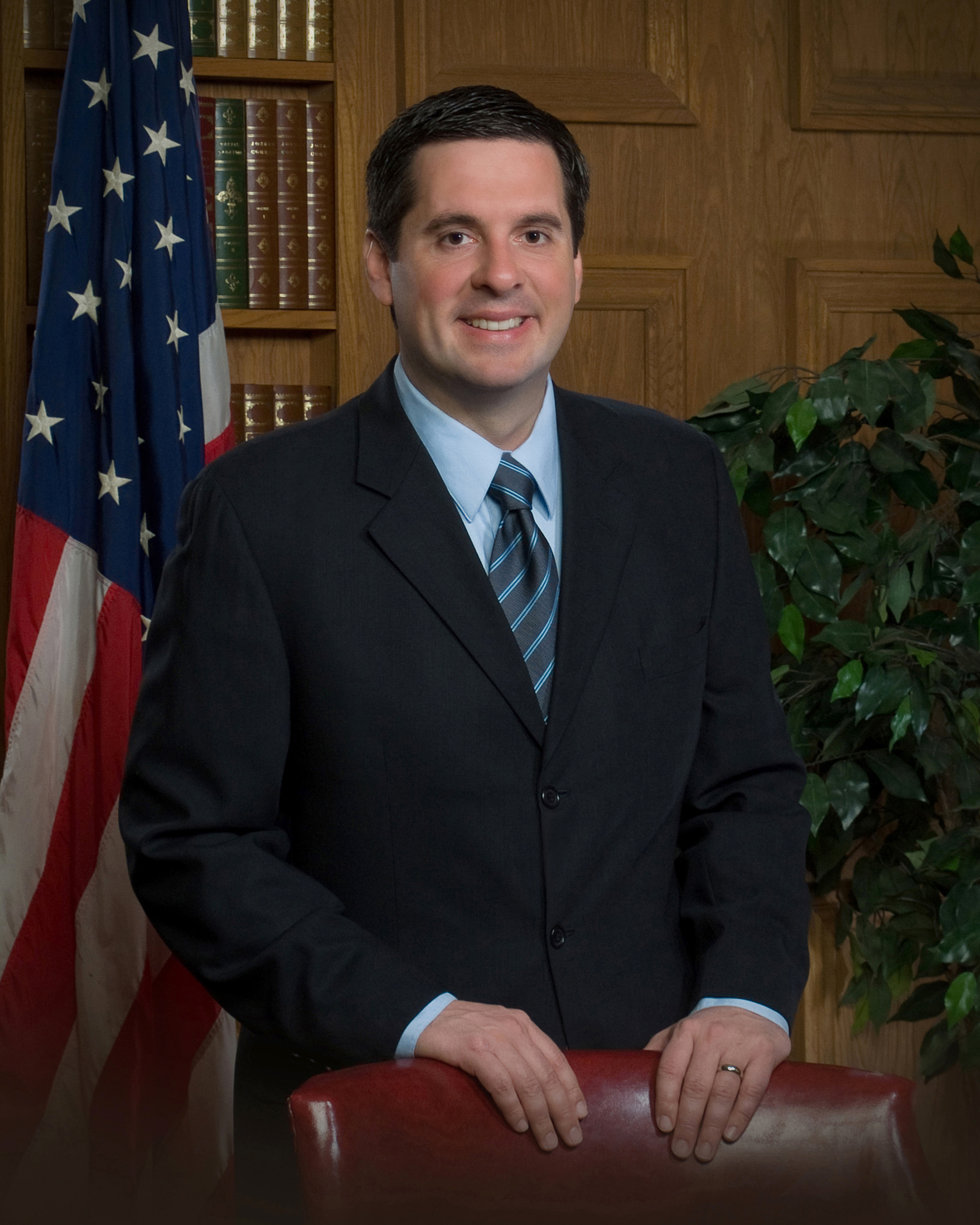
Devin Nunes

Devin Gerald Nunes (/ˈnuːnɛs/; 1 oktober 1973) is een Amerikaanse zakenman en politicus die CEO is van de Trump Media & Technology Group (TMTG). Voordat Nunes aftrad als afgevaardigde van het Huis van Afgevaardigden en bij TMTG ging werken, was hij van 2003 tot 2013 eerst afgevaardigde voor het 21e district van California en van 2013 tot 2022 voor het 22e district.
Nunes is lid van de Republikeinse Partij, en was van 2015 tot 2019 voorzitter van de Inlichtingencommissie van het Huis van Afgevaardigden. Hij was ook lid van het eerste overgangsteam van president Donald Trump. Het voormalige district van Nunes, dat van 2003 tot 2013 het 21e district was en na de herindeling het 22e, lag in de San Joaquin Valley en omvatte het grootste deel van het westelijke Tulare County en een groot deel van het oostelijke Fresno County.
In maart 2017 startte de inlichtingencommissie van het Amerikaanse Huis van Afgevaardigden, waar Nunes destijds voorzitter van was, een onderzoek naar mogelijke Russische inmenging in de Amerikaanse verkiezingen van 2016. In februari 2018 publiceerde Nunes een vier pagina's tellend memorandum waarin hij beweerde dat de FBI een samenzwering tegen Trump had beraamd. Nunes startte vervolgens een onderzoek naar de FBI en het Amerikaanse ministerie van Justitie, omdat zij naar verluidt hun bevoegdheden hadden misbruikt in een poging Trump te schaden. In januari 2021 kende Trump Nunes de Presidential Medal of Freedom toe.